# Keystone B-4
Il Keystone B-4 fu un bombardiere leggero bimotore e biplano sviluppato dall'azienda aeronautica statunitense Keystone Aircraft nella prima metà degli anni trenta e destinato a equipaggiare i reparti della United States Army Air Corps (USAAC), l'allora componente aerea del U.S. Army, l'esercito degli Stati Uniti d'America.

## Storia del progetto
Nell'ambito della modernizzazione del proprio parco velivoli, lo United States Army emise una richiesta di fornitura per un nuovo modello adatto a missioni di bombardamento tattico, programma che diede origine alla designazione LB, Light Bomber.
Per rispondere a tale esigenza l'ufficio tecnico della Keystone Aircraft elaborò un ulteriore sviluppo del precedente LB-10, a sua volta variante monoderiva dell'LB-6, che già equipaggiava i reparti USAAC dalla fine del decennio precedente. Il nuovo modello, che assunse la designazione ufficiale U.S. Army LB-13, rimaneva sostanzialmente invariato rispetto al velivolo da cui era estrapolato, un aereo di grandi dimensioni dall'aspetto per l'epoca convenzionale, dalla velatura biplana e carrello d'atterraggio fisso, con la sola eccezione dell'impianto propulsivo più potente, sempre dall'architettura radiale ma abbandonando i precedenti Pratt & Whitney R-1690 Hornet per i Pratt & Whitney R-1860 Hornet B dotati di compressore.
Durante le ultime fasi di sviluppo e costruzione del prototipo lo U.S. Army abbandonò la designazione LB per passare semplicemente alla B (Bomber), con il modello che assunse in base alla nomenclatura allora in vigore la designazione Y1B-4 destinata ai primi cinque esemplari di preserie.
La cellula del primo B-3A realizzato (S/N 30-281) venne convertita allo standard Y1B-4 equipaggiandola con una coppia di motori R-1860-7 e dotando il carrello di pneumatici a bassa pressione. Grazie alla maggior potenza disponibile degli Hornet B, le prestazioni del Y1B-4 risultavano leggermente migliori di quelle del B-3, rimanendo questa l'unica sostanziale differenza tra i due modelli. Il 28 aprile 1931, l'esercito sottoscrisse un contratto di fornitura per 25 esemplari di una versione migliorata dell'Y1B-4 indicata come Keystone B-4A. Questa versione di produzione faceva parte dell'ultimo ordine emesso dall'Army Air Corps (assieme a 39 B-6A, identici se non per i motori che li equipaggiavano), e il B-4A, consegnato tra il gennaio e l'aprile del 1932, fu l'ultimo bombardiere biplano ad equipaggiare i reparti dell'Air Corps.

## Impiego operativo
Il B-4 fu l'ultimo della serie di bombardieri biplani Keystone ordinati dallo U.S. Army alla fine del 1931. Il modello venne principalmente utilizzato in missioni di osservazione in collaborazione con l'artiglieria e ricognizione aerea fino all'inizio del 1934, anno in cui venne introdotto in servizio operativo il rivoluzionario Martin B-10B. Alcuni dei modelli sopravvissero fino ai primi anni quaranta.

## Varianti
LB-13
designazione relativa a sette esemplari ma consegnati come Y1B-4 e Y1B-6 con differenti impianti propulsivi.
Y1B-4
designazione dei cinque esemplari di preserie, Del tutto simili agli LB-10 tranne che per l'installazione di una coppia di motori radiali Pratt & Whitney R-1860-7 da 575 hp (429 kW).
B-4A
versione di produzione in serie dell'Y1B-4, realizzata in 25 esemplari.

## Utilizzatori
Stati Uniti
- United States Army Air Corps